# Paraleptoeme
Paraleptoeme is een kevergeslacht uit de familie van de boktorren (Cerambycidae). De wetenschappelijke naam van het geslacht werd voor het eerst geldig gepubliceerd in 1971 door Fuchs.

## Soorten
Paraleptoeme is monotypisch en omvat slechts de volgende soort:
- Paraleptoeme brunnea Fuchs, 1971